# AMG (raper)
AMG, właściwie Jason Lewis (ur. 29 września 1970 r. na Brooklynie w Nowym Jorku) – amerykański raper.
Znany jest z poczucia humoru, tekstów zabarwionych erotyzmem czy z niekonwencjonalnego stylu. Zadebiutował albumem Give A Dog A Bone w roku 1991.

## Dyskografia

### Albumy solowe
- 1991 Give A Dog A Bone
- 1992 Bitch Betta Have My Money
- 1995 Ballin Outta Control
- 2000 Bitch Betta Have My Money 2001
- 2008 Rum & Coke

### Kompilacje
- 2002 Greatest Humps

### Single
- 1997 Pimp's Anthem